# Al Bayda', Libia

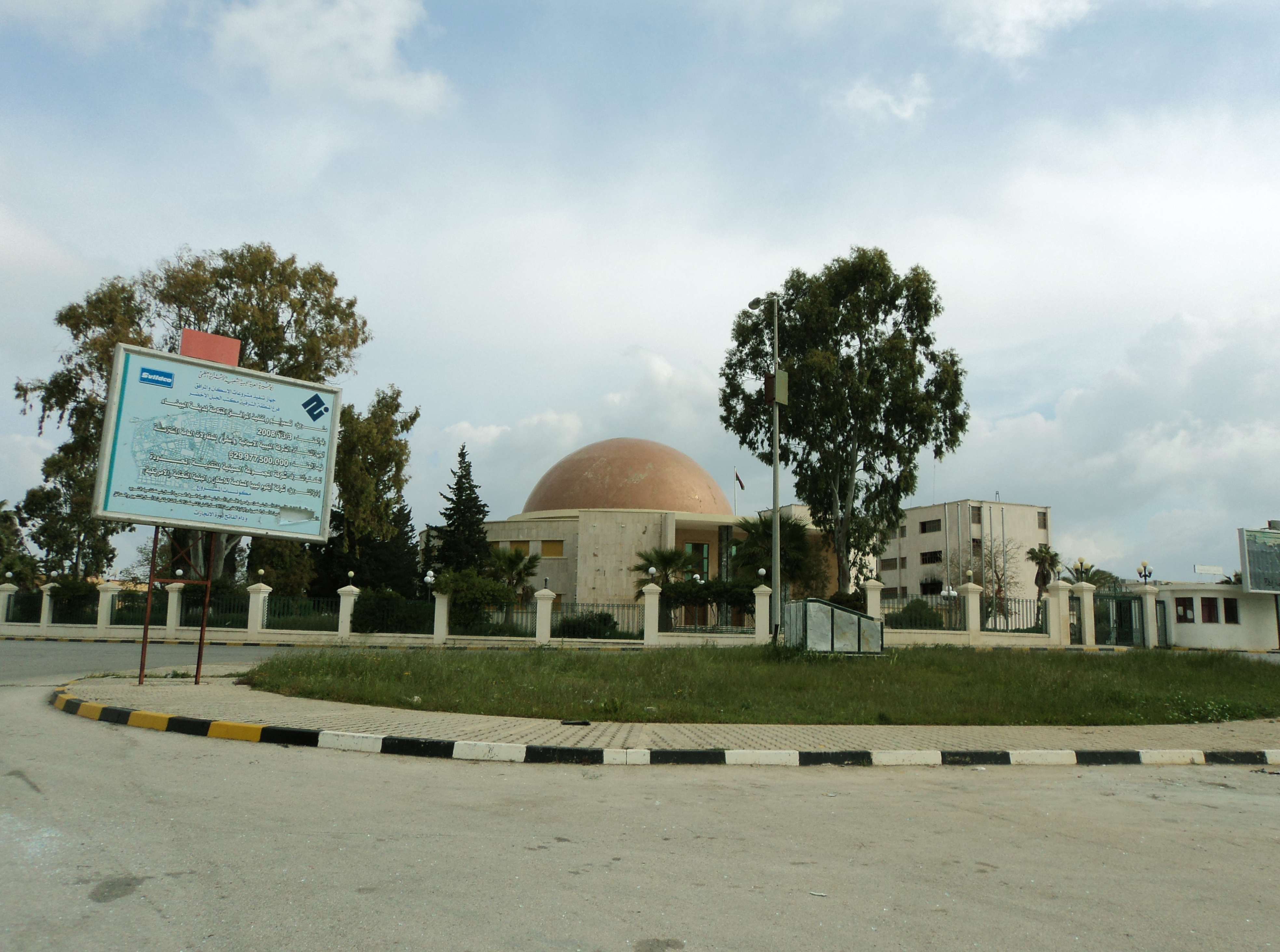
Bayḑā البيضاء

Al Bayda' este un oraș în Libia, În al patrulea rând cele mai mari orașe din țară, 250.000 de mii în anul (2010). Este și capitala districtului Al Jabal al Akhdar.